# Aurel Vlaicu (métro de Bucarest)
Aurel Vlaicu  est une station de métro roumaine de la ligne M2 du métro de Bucarest. Elle est située sur Soseaua Pipera, dans le quartier Aviației, Sector 1 de la ville de Bucarest.
Elle est mise en service en 1987.
Exploitée par Metrorex elle est desservie par les rames de la ligne M2 qui circulent quotidiennement entre 5 h 0 et 23 h 0 (heure de départ des terminus). À proximité il y a une station du tramway de Bucarest et un arrêt d'autobus.

## Situation sur le réseau
Établie en souterrain, la station Aurel Vlaicu est située sur la ligne M2 du métro de Bucarest, entre les stations Pipera, terminus nord, et Aviatorilor, en direction de Berceni.

## Histoire
La station « Aurel Vlaicu » est mise en service le 25 octobre 1987, lors de l'ouverture à l'exploitation du tronçon, long de 8,72 kilomètres, de Piața Unirii 2 à Pipera. Elle doit son nom au pionnier de l'aviation Aurel Vlaicu.

## Service des voyageurs

### Accueil
La station dispose d'une bouches, avec un bâtiment, sur Soseaua Pipera. Des escaliers, ou des ascenseurs pour les personnes à mobilité réduite, permettent de rejoindre la salle des guichets et des automates pour l'achat des titres de transport (un ticket est utilisable pour un voyage sur l'ensemble du réseau métropolitain).

### Desserte
À la station Aurel Vlaicu la desserte quotidienne débute avec le passage de la première rame, partie à 5 h 0 du terminus le plus proche, et se termine avec le passage de la dernière rame, parties à 23 h 0 du terminus le plus éloigné.

### Intermodalité
Un arrêt de bus (ligne 112) est situé à proximité un peu plus loin une station du tramways de Bucarest est desservi par la ligne 5.